# Збірна ОАЕ з футболу
Збірна Об'єднаних Арабських Еміратів з футболу (араб. منتخب الإمارات لكرة القدم) — представляє ОАЕ на міжнародних футбольних змаганнях.

## Чемпіонат світу
- 1978 — знялась з турніру
- 1982 — не брала участь
- 1986 — не пройшла кваліфікацію
- 1990 — груповий турнір
- з 1994 по 2014 — не пройшла кваліфікацію
- 2018-не пройшла кваліфікацію
- 2022-не пройшла кваліфікацію

## Кубок Азії
- 1976 — не брала участь
- 1980 — груповий етап
- 1984 — груповий етап
- 1988 — груповий етап
- 1992 — четверте місце
- 1996 — друге місце
- 2000 — не пройшла кваліфікацію
- 2004 — груповий етап
- 2007 — груповий етап
- 2011 — груповий етап
- 2015 — третє місце